# Анастасьевское сельское поселение (Томская область)
Анастасьевское се́льское поселе́ние — муниципальное образование в Шегарском районе Томской области Российской Федерации.
Административный центр — село Анастасьевка.

## История
Статус и границы сельского поселения установлены Законом Томской области от 10 сентября 2004 года № 206-ОЗ «О наделении статусом муниципального района, сельского поселения и установлении границ муниципальных образований на территории Шегарского района»

## Население
| 2002  | 2010  | 2012  | 2013  | 2014  | 2015  | 2016  |
| ----- | ----- | ----- | ----- | ----- | ----- | ----- |
| 3281  | ↘3035 | ↘3000 | ↘2976 | ↗2992 | ↘2953 | ↘2908 |
| 2017  | 2018  | 2019  | 2020  | 2021  |       |       |
| ↘2882 | ↘2844 | ↘2827 | ↘2771 | ↗3147 |       |       |

## Состав сельского поселения
| № | Населённый пункт | Тип населённого пункта       | Население |
| - | ---------------- | ---------------------------- | --------- |
| 1 | Анастасьевка     | село, административный центр | ↘595      |
| 2 | Вороновка        | село                         | ↗1213     |
| 3 | Гынгазово        | село                         | ↗264      |
| 4 | Кузнецово        | деревня                      | ↗43       |
| 5 | Маркелово        | село                         | ↗614      |
| 6 | Николаевка       | деревня                      | ↗98       |
| 7 | Татьяновка       | деревня                      | ↗255      |
| 8 | Тызырачево       | деревня                      | ↗65       |